# Calophasia subalbida
Calophasia subalbida là một loài bướm đêm trong họ Noctuidae.